# La Loyère
La Loyère korábbi község (település) Franciaországban, Saône-et-Loire megyében. 2016. január 1-jén Fragnes községgel egyesült és Fragnes-La Loyère új község része lett.
Lakosainak száma 436 fő (2013). La Loyère Fragnes, Champforgeuil, Farges-lès-Chalon, Fontaines, Lessard-le-National és Virey-le-Grand községekkel határos.

## Népesség
A település népességének változása:
| Lakosok száma | 144  | 131  | 94   | 132  | 266  | 375  | 493  | 436  |
|               | 1962 | 1968 | 1975 | 1982 | 1990 | 1999 | 2008 | 2013 |